# Tebenna balsamorrhizella
Tebenna balsamorrhizella là một loài bướm đêm thuộc họ Choreutidae. Nó được tìm thấy ở miền bắc Bắc Mỹ, bao gồm Montana, Utah, British Columbia và Alberta.